# Aujourd’hui
Aujourd’hui ist ein senegalesisch-französischer Film aus dem Jahr 2012. Regie führte Alain Gomis, der auch das Drehbuch verfasst hat. Der Film erzählt vom letzten Tag im Leben von Satché, der dafür in seine Heimat, den Senegal, zurückgekehrt ist. Aujourd’hui lief im Wettbewerb der 62. Berlinale und hatte dort am 10. Februar 2012 Weltpremiere.

## Handlung
Satché ist für den letzten Tag seines Lebens aus den Vereinigten Staaten in sein Geburtsland Senegal zurückgekehrt. Als er an diesem Tag in seinem Zimmer erwacht, nimmt er den Raum und die Gegenstände darin wahr, als sähe er sie zum ersten Mal. Als er den Raum verlässt, wartet bereits seine große Familie auf ihn. Seine Mutter umarmt ihn und weint. Er sitzt untätig an einem Tisch, während die anderen seine guten und schlechten Eigenschaften aufzählen. Dann trennt sich Satché von seiner Familie und läuft durch die Straßen von Dakar und sieht halbfertige Gebäude, Plastikmüll und bekommt insgesamt einen wenig verklärten Eindruck seiner Stadt. Dabei wird er von Menschen begleitet, die feiern, tanzen, lachen, Musik spielen und ihm Geschenke für die Reise ins Totenreich überreichen. Dann lässt dieser Eindruck auf ihn nach und er realisiert mehr und mehr die negativen Seiten der Stadt, die er aus seiner Erinnerung verdrängt hatte. Angesichts dessen schweigt er und bewegt sich doch wie jemand, der dort hingehört. Am Abend kehrt er nach Hause zurück, legt sich hin und schließt seine Augen.

## Hintergrund
Aujourd’hui wurde in einem Vorort von Dakar gedreht. Produziert wurde er von Eric Idriss-Kanago, Gilles Sandoz und Oumar Sall, seine Finanzierung stammt somit zum Teil aus Afrika. Als Koproduzenten traten Alain Guesnier und Agora Films aus Paris auf. Der Hauptdarsteller Saul Williams ist ein amerikanischer Sänger und Schauspieler. Aujourd’hui feierte am 10. Februar 2012 Weltpremiere auf der 62. Berlinale, wo er auch im Wettbewerb lief.

## Kritiken
Verena Lueken sah den Film für die Frankfurter Allgemeine Zeitung und bewertete ihn positiv. Sie sah in ihm „die erste Überraschung im Berlinale-Wettbewerb“ und kam zu dem Fazit: „Aujourd’hui ist in seiner einfach wirkenden Form (die 24 letzten Stunden) eine komplexe Geschichte, die ohne Rückblenden auskommt und dennoch von früher erzählt (und angesichts der Bauruinen auch von später). Es ist, auch das muss man sagen, ein Film, wie ihn Jurys lieben. Berlinale-Jurys zumal.“ Für den Standard beurteilte Dominik Kamalzadeh den Film ebenfalls positiv. Er lobte die Kameraführung von Christelle Fournier und Gomis Inszenierung. Daneben wertete Kamalzadeh den Film wie auch den Eröffnungsfilm Leb wohl, meine Königin! als Anzeichen dafür, dass der Wettbewerb des Jahres 2012 mutiger bespielt würde. Kritisch äußerte sich Andreas Borcholte für Spiegel Online. Er schrieb: „Leider aber packt einen der Film mit seinem fatalistischen Thema zu keiner Zeit an der Gurgel, im Gegenteil, Satchés Phlegma überträgt sich auf ungute Weise auf den Zuschauer […].“